# بوبي باركر (لاعب كرة قدم)
بوبي باركر (بالإنجليزية: Bobby Parker)‏ (1 يناير 1925 - 1 يناير 1997) هو لاعب كرة قدم بريطاني (وحمل سابقاً جنسية المملكة المتحدة لبريطانيا العظمى وأيرلندا) في مركز الظهير. لعب مع نادي بارتيك ثيسل.

## وصلات خارجية
- بوبي باركر على موقع قاعدة بيانات كرة القدم.إي يو (الإنجليزية)